# Endangered Species Act
O Endangered Species Act of 1973 ou ESA é o mais vasto das dúzias de leis ambientais que os Estados Unidos da América passou na década de 1970. Como escrito no Artigo 2º do ato, foi criado para proteger espécies criticamente ameaçadas de extinção como uma "conseqüência do crescimento econômico e desenvolvimento provado pela preocupação adequada e conservação".